# Pseudodera
Pseudodera is een geslacht van kevers uit de familie bladkevers (Chrysomelidae).
De wetenschappelijke naam van het geslacht werd in 1861 gepubliceerd door Joseph Sugar Baly.

## Soorten
- Pseudodera bicolor Kimoto, 2000
- Pseudodera fulva Kimoto, 2000
- Pseudodera fulva Medvedev, 1997
- Pseudodera fulvicornis Medvedev, 2002
- Pseudodera kubani Medvedev, 2004
- Pseudodera laeta Medvedev, 1997
- Pseudodera leigongshanensis Yu in Wang & Yu, 1993
- Pseudodera malaysiana Mohamedsaid, 2000
- Pseudodera nigripennis Medvedev, 1997
- Pseudodera nigripes Kimoto, 2000
- Pseudodera rufa Medvedev, 1995